# Chionaema niasensis
Chionaema niasensis là một loài bướm đêm thuộc phân họ Arctiinae, họ Erebidae.